# Paolo Bologna
Paolo Bologna (* 28. April 1956 in Montefiascone, Provinz Rom) ist ein italienischer Regisseur und Drehbuchautor.

## Leben
Bologna drehte zwischen 1977 und 1980 experimentelle Videofilme, meist für avantgardistische Theaterprojekte und debütierte mit dem Spielfilm Fuori del giorno, der 1982 beim Festival del Cinema Giovane in Turin gezeigt wurde. Der von den Kritikern gelobte Film erhielt jedoch keine adäquate Distribution; einem zweiten, drei Jahre später entstandenen Film erging es ähnlich – er wurde erst 1991 veröffentlicht. 1988 war er Regieassistent bei Fulvio Wetzl.

## Filmografie
- 1982: Fuori dal giorno
- 1985: Il senso della vertigine